# Cornelis Musius

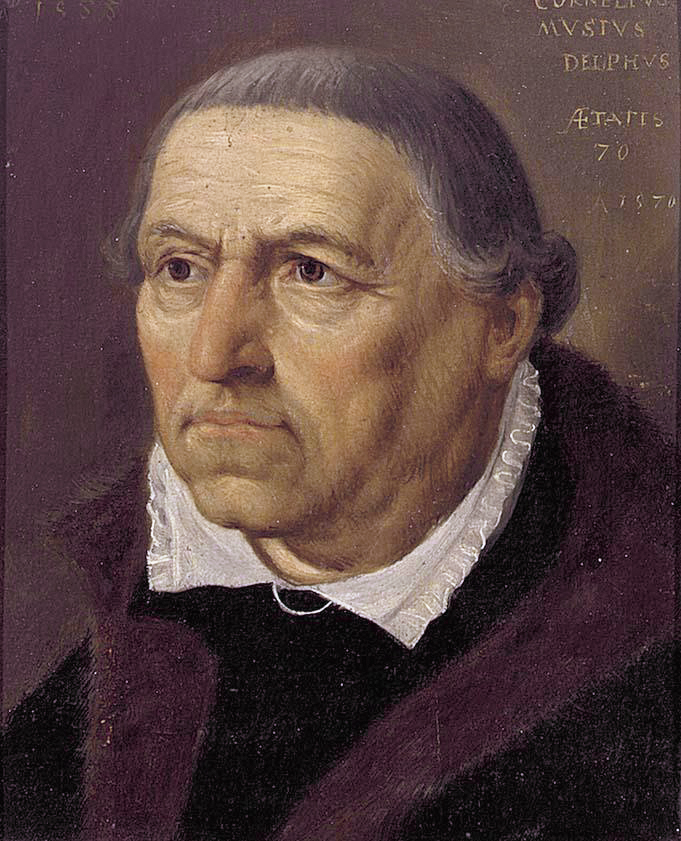
Cornelis Musius (Hollandse school, 1588)

16-eeuws portret

Cornelis Musius (Delft, 10 juni 1500 - Leiden, 10 december 1572) was een Nederlandse katholieke priester, humanist en dichter. Hij was de laatste rector van het Sint-Agathaklooster in Delft. (Musius is de latinisering van zijn eigenlijke naam, Muys).
Cornelius Musius was een zoon van Johannes Pietersz. Musius (uit het Dordtse geslacht van patriciërs Muys van Holy) en Elisabeth Woudana uit Vlaardingen. Musius kreeg zijn eerste onderwijs in zijn geboortestad Delft. Al op jonge leeftijd verloor hij zijn beide ouders. Op raad van zijn voogd Nicolaas Seguerdius Bartholomeuszoon ging hij godgeleerdheid studeren in Leuven en Gent. Hij werd in Leuven tot priester gewijd. Hij was daarna werkzaam in Leuven, Atrecht, Parijs en Poitiers. In 1538 keerde hij na het overlijden van prior Johannes Colman terug naar Delft om aan het werk te gaan als prior en biechtvader van de zusters in het Sint-Agathaklooster (tegenwoordig 'Prinsenhof' geheten). Musius onderscheidde zich als dichter van met name stichtelijke poëzie. Hij onderhield bovendien nauwe banden met humanistische geleerden en kunstenaars en hij werd een echte mecenas. Hij verzamelde bijvoorbeeld werken van de schilder Maarten van Heemskerck. Deze schilderijen bevinden zich nog altijd in het Prinsenhof in Delft.
In 1572 nam prins Willem van Oranje zijn intrek in het Agathaklooster. Door de toegenomen spanning besloot Musius in die periode om de kostbare kloosterschatten te verbergen. Tijdens een maaltijd van Musius met Willem van Oranje en een aantal gasten werd Musius zodanig beledigd door Willem van der Marck, de heer van Lumey, dat hij uit angst besloot te vluchten. Lumey was als geuzenhoofdman eerder al verantwoordelijk geweest voor het ter dood brengen van de 'Martelaren van Gorcum'. Op 10 december 1572 vluchtte Musius samen met twee vertrouwelingen met een vrijgeleide van de prins naar Den Haag. In de buurt van Den Haag werden ze echter herkend door ruiters van de prins. Ze werden gestopt en de ruiters raadpleegden Willem van Oranje. De prins besloot dat Musius de volgende dag zou worden teruggebracht naar Delft, waar hij veiliger zou zijn. Helaas bereikte de prins die avond ook het nieuws dat de Spanjaarden op weg waren naar Haarlem. Op bevel van de prins ging Lumey met zijn troepen naar Haarlem om te helpen, maar in de buurt van Den Haag liet Lumey Musius ophalen en naar Leiden brengen. Daar werd Musius vervolgens in de nacht van 10 op 11 december 1572 wreed en langdurig gemarteld, in een poging van Lumey om hem te laten vertellen waar hij het geld en de kunstschatten van het Agathaklooster had verborgen. Uiteindelijk werd Musius in opdracht van Lumey opgehangen. Een bevelschrift van Oranje, per ijlbode gezonden, kwam niet meer op tijd om Musius te kunnen redden. Lumey viel door dit gewelddadige optreden kort daarop in ongenade.
Musius werd nadien door de rooms-katholieken vereerd als een martelaar voor zijn geloof en als een  heilige beschouwd. In tegenstelling tot de Martelaren van Gorcum werd Musius nooit officieel, kerkelijk heilig- of zalig verklaard.
Een koorkap die door Musius werd gedragen, bevindt zich in de Oud-Katholieke parochie van Utrecht.